# Euchiloglanis davidi
Euchiloglanis davidi és una espècie de peix de la família dels sisòrids i de l'ordre dels siluriformes.

## Morfologia
- Els mascles poden assolir 19,3 cm de longitud total.[1][2]

## Hàbitat
És un peix d'aigua dolça i de clima temperat.

## Distribució geogràfica
Es troba a Àsia: conques dels rius Iang-Tsé a la Xina, Brahmaputra a l'Índia i Ganges al Nepal.